# 트위스터 공간
수학에서 트위스터 공간(twistor空間, 영어: twistor space)은 트위스터 방정식 {\displaystyle \nabla _{A'}^{(A}\Omega ^{B)}=0}의 해들로 이뤄진 복소선형공간이다. 1960년대에 로저 펜로즈와 말콤 맥콜럼(Malcolm MacCallum)이 묘사하였다.
민코프스키 공간에 대해 트위스터  방정식의 해들은 다음과 같은 형태이다:
{\displaystyle \Omega ^{A}(x)=\omega ^{A}-ix^{AA'}\pi _{A'}}
여기서 {\displaystyle \omega ^{A}} 와 {\displaystyle \pi _{A'}}는 두 상수 바일 스피너들이고   {\displaystyle x^{AA'}=\sigma _{\mu }^{AA'}x^{\mu }}는 민코프스키 공간의 한 점이다.  트위스터 공간은 4차원 민코프스키 공간의 등각 대칭을 자명하게 드러내는 한 방법이기도 하다.
펜로즈는 양자 중력 이론의 하나인 트위스터 이론을 발표하며, 트위스터 공간이 양자 중력 이론의 근본적 배경이고, 여기서 기존의 시공간 개념이 자연스럽게 나온다고 제안했다. 엔드류 호지스에 따르면, 트위스터 공간은 복소수 4개를 가지고 광자의 움직임을 개념화 하는데 유용하다고 한다. 또한 트위스터 공간은 약한 상호작용의 비대칭성을 이해하는데 도움을 줄지 모른다고 한다.

## 정의
트위스터 공간은 다양한 시공간 차원에 대하여 정의될 수 있다.

### 4차원 트위스터 공간
다음이 주어졌다고 하자.
- 체 {\displaystyle K}
  - 수리물리학에서는 {\displaystyle K=\mathbb {R} } 또는 {\displaystyle K=\mathbb {C} }인 경우만 생각한다.
- 2차원 {\displaystyle K}-벡터 공간 {\displaystyle \Delta _{+}}, {\displaystyle \Delta _{-}}
  - 수리물리학에서, 이는 왼쪽·오른쪽 바일 스피너 ({\displaystyle K=\mathbb {C} }인 경우) 또는 왼쪽·오른쪽 마요라나-바일 스피너({\displaystyle K=\mathbb {R} }인 경우)에 해당한다.

그렇다면, 4차원 {\displaystyle K}-벡터 공간
{\displaystyle V=\Delta _{+}\otimes _{K}\Delta _{-}}
을 정의할 수 있다. (물리학적으로, 이는 [복소화한] 시공간에 해당한다.) 그 위에는 비퇴화 이차 형식
{\displaystyle Q(v)=\det v}
이 존재한다. ({\displaystyle K=\mathbb {R} }인 경우 이는 부호수 (2,2)를 가진다.) {\displaystyle V} 위에는 {\displaystyle \operatorname {GL} (\Delta _{+})\times \operatorname {GL} (\Delta _{-})}가 작용하며, 이 가운데 {\displaystyle \operatorname {SL} (\Delta _{+})\times \operatorname {SL} (\Delta _{-})}의 작용은 {\displaystyle Q}를 보존한다. 즉, 이는 동형 사상
{\displaystyle \operatorname {SO} (V,Q)\cong {\frac {\operatorname {SL} (\Delta _{+})\times \operatorname {SL} (\Delta _{-})}{\{(1,1),(-1,-1)\}}}}
을 정의한다. 사실, 4차원 벡터 공간 {\displaystyle V}를 이렇게 2차원 벡터 공간의 텐서곱으로 나타내는 구조는 {\displaystyle V} 위의 선형 등각 구조와 동치이다.
이제, 다음과 같은 공간을 생각하자.
{\displaystyle F=\mathbb {P} (\Delta _{+}^{\vee })\times V=\mathbb {P} (\Delta _{+}^{\vee })\times \Delta _{+}\otimes \Delta _{-}}
이 5차원 비특이 대수다양체 {\displaystyle F}를 대응 공간(對應空間, 영어: correspondence space)이라고 한다. 그 국소 좌표는
{\displaystyle (x^{\alpha {\dot {\alpha }}},[\lambda _{\alpha }])}
로 쓸 수 있다. 여기서 {\displaystyle \alpha }는 {\displaystyle \Delta _{+}}의 지표이며, {\displaystyle {\dot {\alpha }}}는 {\displaystyle \Delta _{-}}의 지표이다.
그렇다면, {\displaystyle \Delta _{+}}와 그 쌍대 공간 {\displaystyle \Delta _{+}^{\vee }} 사이의 쌍대성으로 인하여 다음과 같은 사영 사상이 유도된다.
{\displaystyle \mathbb {P} (\Delta _{+}^{\vee })\times (\Delta _{+}\otimes \Delta _{-})\to \mathbb {P} (\Delta _{-}\oplus \Delta _{+}^{\vee })\cong \mathbb {P} _{K}^{3}}
{\displaystyle (x^{\alpha {\dot {\alpha }}},[\lambda _{\alpha }])\mapsto \left[\sum _{\alpha }\lambda _{\alpha }x^{\alpha {\dot {\alpha }}}:\lambda _{\alpha }\right]}
이 함수는 전사 함수가 아니며, 그 상은 다음과 같다.
{\displaystyle T=\{[\psi :\lambda ]\colon \psi \in \Delta _{-},\;\lambda \in \Delta _{+}^{\vee },\;\lambda \neq 0\}\subsetneq \mathbb {P} (\Delta _{-}\oplus \Delta _{+}^{\vee })}
이는 3차원 복소수 사영 공간 속의 열린 부분 스킴을 이루며, 그 여집합은 {\displaystyle \{[\psi :0]\colon \psi \in \Delta _{-}\}\cong \mathbb {P} (\Delta _{-})}이다. 즉, {\displaystyle T}는 3차원 준사영 대수다양체를 이룬다. 이를 트위스터 공간이라고 하며, 그 속의 임의의 원소 {\displaystyle [\psi :\lambda ]}를 트위스터(영어: twistor)라고 한다.
이는 사영 사상
{\displaystyle T\to \mathbb {P} (\Delta _{+}^{\vee })}
{\displaystyle [\psi :\lambda ]\mapsto [\lambda ]\qquad (\psi \in \Delta _{-},\;\lambda \in \Delta _{+}^{\vee })}
을 가지며, 이 사영 아래 {\displaystyle T}는 {\displaystyle \mathbb {P} (\Delta _{+}^{\vee })\cong \mathbb {P} _{K}^{1}} 위의 2차원 벡터 다발
{\displaystyle {\mathcal {O}}(1)\oplus {\mathcal {O}}(1)}
의 전체 공간과 동형이다.
즉, 대응 공간 {\displaystyle F}는 (복소화) 시공간과 트위스터 공간 둘 다 위의 올다발을 이룬다.
{\displaystyle \mathbb {P} (\Delta _{+}^{\vee })\twoheadleftarrow T\twoheadleftarrow \mathbb {P} (\Delta _{+}^{\vee })\times V\twoheadrightarrow V}

#### 앰비트위스터
왼쪽·오른쪽 바일 스피너를 고르는 대신, 둘 다 사용할 수 있다. 이 경우 더 큰 트위스터 공간을 얻으며, 이를 앰비트위스터 공간(영어: ambitwistor space)이라고 한다.
구체적으로, 대응 공간
{\displaystyle F=\Delta _{+}\otimes \Delta _{-}\oplus \mathbb {P} (\Delta _{+}^{\vee })\oplus \mathbb {P} (\Delta _{-}^{\vee })}
을 생각하자. 그렇다면, 이는 사상
{\displaystyle F\to \mathbb {P} (\Delta _{-}\oplus \Delta _{+}^{\vee })\times \mathbb {P} (\Delta _{-}\oplus \Delta _{-}^{\vee })}
{\displaystyle (x,\lambda ^{+},\lambda ^{-})\mapsto ([x^{ij}\lambda _{i}^{+},\lambda ^{+}],[x^{ij}\lambda _{j}^{-},\lambda _{-}])=([\xi _{+},\lambda ^{+}],[\xi _{-},\lambda ^{-}])}
을 정의한다. 그 상은
{\displaystyle \lambda ^{+}\neq 0}
{\displaystyle \lambda ^{-}\neq 0}
{\displaystyle \xi _{+}^{\alpha }\lambda _{\alpha }^{+}=\xi _{-}^{\dot {\alpha }}\lambda _{\dot {\alpha }}^{-}}
를 따른다. 즉, 이는 두 3차원 사영 공간의 곱공간 속의 이차 초곡면이다. 이 5차원 초곡면 {\displaystyle T_{5}}를 앰비트위스터 공간이라고 한다. 앰비트위스터 공간은 물론 왼쪽 또는 오른쪽 트위스터 공간 {\displaystyle T_{3}}으로의 사영 사상
{\displaystyle T_{5}\twoheadrightarrow T_{3}}
을 갖는다.
또한, 이로부터 다음과 같은 사영 사상이 존재한다.
{\displaystyle T_{5}\to \mathbb {P} (\Delta _{+}^{\vee }\otimes \Delta _{-}^{\vee }\oplus K)\cong \mathbb {P} ^{4}}
{\displaystyle ([x^{\alpha {\dot {\alpha }}}\lambda _{\alpha }^{+}:\lambda ^{+}],[x^{\alpha {\dot {\alpha }}}\lambda _{\dot {\alpha }}^{-}:\lambda ^{-}])\to [x^{\alpha {\dot {\alpha }}}\lambda _{\alpha }^{+}:\lambda ^{+}:\lambda ^{+}\otimes \lambda ^{-}]}
그 상은 4차원 사영 공간 {\displaystyle \mathbb {P} (\Delta _{+}^{\vee }\otimes \Delta _{-}^{\vee }\oplus K)} 속에서
{\displaystyle \det(\lambda ^{+}\otimes \lambda ^{-})=0}
으로 정의되는 3차원 이차 초곡면이다. 이 {\displaystyle T_{3}'}는 초평면 트위스터 공간(영어: hyperplane twistor space)이라고 한다. 이는 세그레 사상
{\displaystyle \mathbb {P} (\Delta _{+}^{\vee })\times \mathbb {P} (\Delta _{-}^{\vee })\to \mathbb {P} (\Delta _{+}^{\vee }\otimes \Delta _{-}^{\vee })}
을 통하여, 사실 {\displaystyle \mathbb {P} (\Delta _{+}^{\vee })\times \mathbb {P} (\Delta _{-}^{\vee })} 위의 선다발
{\displaystyle {\mathcal {O}}_{\mathbb {P} (\Delta _{+}^{\vee })\times \mathbb {P} (\Delta _{-}^{\vee })}(1,1)}
의 전체 공간과 같다.

### 6차원 트위스터 공간
다른 차원에서도 유사하게 트위스터 공간을 구성할 수 있다. 예를 들어, 6차원을 생각하자. 즉, 다음이 주어졌다고 하자.
- 체 {\displaystyle K}
- 4차원 {\displaystyle K}-벡터 공간 {\displaystyle \Delta } (6차원 마요라나-바일 스피너)

그렇다면
{\displaystyle V=\bigwedge ^{2}\Delta }
를 정의하면, {\displaystyle V} 위에는 {\displaystyle \operatorname {SL} (\Delta )\times \operatorname {SL} (\Delta )}가 작용한다. {\displaystyle V} 위에는 비퇴화 이차 형식
{\displaystyle Q(v)=\epsilon _{ijkl}v^{ij}v^{kl}}
이 작용하며, 이에 대하여 불변이다. (여기서 {\displaystyle \epsilon _{ijkl}}은 레비치비타 기호이다. {\displaystyle K=\mathbb {R} }일 때 이는 부호수 (3,3)를 가진다.) 이는 동형 사상
{\displaystyle \operatorname {SO} (3,3)\cong {\frac {\operatorname {SL} (4)}{\{1,-1\}}}}
에서 유래한다.
이 경우, 마찬가지로 공간
{\displaystyle \left(\bigwedge ^{2}\Delta \right)\times \mathbb {P} (\Delta ^{\vee })}
은 다음과 같은 사영 사상을 갖는다.
{\displaystyle \bigwedge ^{2}\Delta \times \mathbb {P} (\Delta ^{\vee })\to \mathbb {P} (\Delta \oplus \Delta ^{\vee })}
{\displaystyle (v^{ij},[\lambda _{i}])\mapsto \left[\sum _{i}v^{ij}\lambda _{i}:\lambda _{i}\right]}
이는 마찬가지로 {\displaystyle \mathbb {P} (\Delta ^{\vee }\oplus \Delta )\cong \mathbb {P} ^{7}}의 부분 집합이다. 그런데
{\displaystyle \sum _{i,j}(v^{ij}\lambda _{i})\lambda _{j}=0}
이므로, 그 상은
{\displaystyle T=\{[\xi :\lambda ]\colon \xi ^{i}\lambda _{i}=0,\;\lambda \neq 0\}\subsetneq \mathbb {P} (\Delta \oplus \Delta ^{\vee })}
이다. 이는 6차원 준사영 대수다양체이다. 이 공간 {\displaystyle T}를 6차원 공간의 트위스터 공간이라고 하며, 그 원소 {\displaystyle [\xi :\lambda ]}를 트위스터라고 한다. {\displaystyle T}는 3차원 사영 공간 {\displaystyle \mathbb {P} (\Delta ^{\vee })} 위의 3차원 벡터 다발을 이룬다. 이는 4차원 벡터 다발
{\displaystyle \Delta \otimes {\mathcal {O}}_{\mathbb {P} (\Delta ^{\vee })}}
의 부분 다발이며, 짧은 완전열
{\displaystyle 0\to T\to \Delta \otimes {\mathcal {O}}_{\mathbb {P} (\Delta ^{\vee })}\,{\overset {(\xi ,\lambda )\mapsto \xi ^{i}\lambda _{i}}{\to }}\,{\mathcal {O}}_{\mathbb {P} (\Delta ^{\vee })}(2)\to 0}
을 따른다.:(3.9)
{\displaystyle {\begin{matrix}\bigwedge ^{2}\Delta &\twoheadleftarrow &\left(\bigwedge ^{2}\Delta \right)\times \mathbb {P} (\Delta ^{\vee })&\twoheadrightarrow &T&\twoheadrightarrow &\mathbb {P} (\Delta ^{\vee })\\&&&&\cap \\&&&&\operatorname {Spec} {\frac {K[\Delta \oplus \Delta ^{\vee }]}{(\xi ^{i}\lambda _{j}\colon \xi \in \Delta ,\;\lambda \in \Delta ^{\vee })}}\\&&&&\cap \\&&&&\mathbb {P} (\Delta \oplus \Delta ^{\vee })\end{matrix}}}

### 3차원 트위스터 공간
3차원에서도 마찬가지로 트위스터 공간을 정의할 수 있다. 이 경우의 트위스터 공간은 간혹 미니트위스터 공간(영어: minitwistor space)라고 한다.
다음이 주어졌다고 하자.
- 체 {\displaystyle K}
- 2차원 {\displaystyle K}-벡터 공간 {\displaystyle \Delta } (3차원 [마요라나-]바일 스피너의 공간)

그렇다면 3차원 벡터 공간
{\displaystyle V=\operatorname {Sym} ^{2}\Delta }
를 정의할 수 있다.
{\displaystyle \dim \Delta =2}이므로, {\displaystyle \Delta } 위의 심플렉틱 벡터 공간 구조는 모두 서로 비례한다. 임의의 심플렉틱 벡터 공간 구조 {\displaystyle \omega \colon \Delta \to \Delta ^{\vee }}를 고른다면, {\displaystyle V}는 딸림표현 {\displaystyle {\mathfrak {sl}}(\Delta )}와 동형이며, 이는 킬링 형식을 갖춘다. 이는 2×2 행렬의 행렬식에 비례한다. ({\displaystyle K=\mathbb {R} }일 때, {\displaystyle V} 위의 이차 형식의 부호수는 (2,1)이므로, 이는 3차원 민코프스키 공간이다.) 즉, 이는 동형 사상
{\displaystyle \operatorname {SL} (\Delta )\cong \operatorname {SO} (V,\det )/\{\pm 1\}}
을 실현한다. 물론, 사용한 심플렉틱 벡터 공간 구조를 {\displaystyle \omega \mapsto \lambda \omega }와 같이 바꾸더라도, 우변에서 이는 이차 형식을 스칼라배 재정의하는 것에 불과하므로, 우변은 사용한 심플렉틱 벡터 공간 구조에 불변이다.
이 경우, 대응 공간
{\displaystyle F=V\times \mathbb {P} (\Delta ^{\vee })}
으로부터, 다음과 같은 사상을 정의할 수 있다.
{\displaystyle F\to \mathbb {P} (K[1]\oplus \Delta ^{\vee })\cong \mathbb {P} (2,1,1)}
{\displaystyle (x^{ij},\lambda _{i})\mapsto [x^{ij}\lambda _{i}\lambda _{j}:\lambda _{1}:\lambda _{2}]}
여기서 {\displaystyle K[1]\oplus \Delta ^{\vee }}는 1등급 성분이 {\displaystyle \Delta ^{\vee }}이며 2등급 성분이 {\displaystyle K}인 등급 벡터 공간이며, 이에 대하여 가중 사영 공간을 취할 수 있다. 이 사상의 상을 트위스터 공간 {\displaystyle T}라고 한다. 이는 2차원 준사영 대수다양체이다.
즉, 이는 가중 사영 공간의 열린집합을 정의한다. 사실, 사영 사상
{\displaystyle \mathbb {P} (K[1]\oplus \Delta ^{\vee })\to \mathbb {P} (\Delta ^{\vee })\cong \mathbb {P} ^{1}}
{\displaystyle [\xi :\lambda _{1}:\lambda _{2}]\mapsto [\lambda _{1}:\lambda _{2}]}
에 대하여, 이는 선다발을 이룬다. 그 단면 {\displaystyle \xi =x^{ij}\lambda _{i}\lambda _{j}}는 {\displaystyle (\lambda _{1},\lambda _{2})}에 대한 2차 함수이므로, 이는 선다발 {\displaystyle {\mathcal {O}}(2)}에 해당한다. 이는 사실 사영 직선 위의 접다발에 해당한다. 즉, {\displaystyle T\cong \mathrm {T} \mathbb {P} (\Delta ^{\vee })}이다.
가중 사영 공간은 물론 다음과 같이 4차원 사영 공간으로 매장된다.
{\displaystyle \mathbb {P} (K[1]\oplus \Delta ^{\vee })\to \mathbb {P} (K\oplus \operatorname {Sym} ^{2}\Delta ^{\vee })\cong \mathbb {P} ^{4}}
{\displaystyle [\xi :\lambda _{i}]\mapsto [\xi :\lambda _{i}\lambda _{j}]}
즉, {\displaystyle T}는 4차원 사영 공간 속의 2차원 준사영 대수다양체이다.
{\displaystyle {\begin{matrix}\operatorname {Sym} ^{2}\Delta &\twoheadleftarrow &(\operatorname {Sym} ^{2}\Delta )\times \mathbb {P} (\Delta ^{\vee })&\twoheadrightarrow &{\mathcal {O}}_{\mathbb {P} (\Delta ^{\vee })}(2)&\twoheadrightarrow &\mathbb {P} (\Delta ^{\vee })\\&&&&\cap \\&&&&\mathbb {P} (K[1]\oplus \Delta ^{\vee })\\&&&&\cap \\&&&&\mathbb {P} (K\oplus \operatorname {Sym} ^{2}\Delta ^{\vee })\end{matrix}}}

## 성질

### 시공간과 트위스터 공간 사이의 관계

#### 4차원
4차원 트위스터 공간
{\displaystyle T\,{\overset {\pi _{T}}{\twoheadleftarrow }}\,F\,{\overset {\pi _{V}}{\twoheadrightarrow }}\,V=\Delta _{+}\otimes \Delta _{-}}
을 생각하자.
이 경우, 시공간 {\displaystyle V}와 트위스터 공간 {\displaystyle T} 사이에 다음과 같은 대응이 존재한다.
| 시공간                                                | 트위스터 공간               | 대응에 대한 설명 |
| ----------------------------------------------------- | --------------------------- | --- |
| 점                                                    | 복소수 사영 직선            | 설명: 복소화 시공간의 임의의 점 {\displaystyle x^{\alpha {\dot {\alpha }}}\in V}에 대응하는 트위스터 공간의 부분 공간 {\displaystyle \pi _{T}(\pi _{V}^{-1}(x))\subset T}는 다음과 같다. {\displaystyle \pi _{T}\circ \pi _{V}^{-1}(x)=\{[x^{\alpha {\dot {\alpha }}}\lambda _{\alpha }:\lambda _{\alpha }]\colon \lambda \in \Delta _{+}^{\vee }\}\subsetneq T} 이는 트위스터 공간의 한 사영 직선 {\displaystyle \mathbb {P} ^{1}\hookrightarrow T}에 해당한다. 즉, 시공간의 점은 트위스터 공간에서의 직선에 대응한다. |
| 영평면                                                | 점                          | 설명: 복소화 시공간의 임의의 두 점 {\displaystyle x^{\alpha {\dot {\alpha }}},y^{\alpha {\dot {\alpha }}}\in V}이 트위스터 공간의 같은 점 {\displaystyle [\xi ^{\dot {\alpha }}:\lambda _{\alpha }]}에 대응된다고 하자. {\displaystyle x^{\alpha {\dot {\alpha }}}\lambda _{\alpha }=\xi ^{\dot {\alpha }}} {\displaystyle y^{\alpha {\dot {\alpha }}}\lambda _{\alpha }=\xi ^{\dot {\alpha }}} 그렇다면 {\displaystyle (x-y)^{\alpha {\dot {\alpha }}}\lambda _{\alpha }=0} 이다. {\displaystyle \lambda \neq 0}이므로, 이것이 성립할 필요 충분 조건은 어떤 {\displaystyle \lambda '\in \Delta _{-}}에 대하여 {\displaystyle (x-y)^{\alpha {\dot {\alpha }}}=\epsilon ^{\alpha \beta }{\lambda '}^{\dot {\alpha }}\lambda _{\beta }} 인 것이다. 즉, {\displaystyle [\xi :\lambda ]}에 대응하는 시공간의 점들은 {\displaystyle x^{\alpha {\dot {\alpha }}}+\epsilon ^{\alpha \beta }{\lambda '}^{\dot {\alpha }}\lambda _{\beta }} 의 꼴이다. 이는 (2차원) 평면을 이루며, 정의에 따라서 이는 영평면이다. |
| 등각 구조 (빛원뿔 집합)                               | 복소구조 (사영 직선의 집합) | |
| {\displaystyle x}와 {\displaystyle y}의 차의 노름이 0 | 두 사영 직선이 서로 교차    | 설명: 시공간의 두 점 {\displaystyle x,y\in V}에 대응하는 직선이 서로 교차할 필요 충분 조건은 {\displaystyle \exists \lambda \in \Delta _{+}^{\vee }\colon x^{\alpha {\dot {\alpha }}}\lambda _{\alpha }=y^{\alpha {\dot {\alpha }}}\lambda _{\alpha }} 이다. 그런데 {\displaystyle (x-y)^{\alpha {\dot {\alpha }}}\lambda _{\alpha }=0} 이 되려면, {\displaystyle (x-y)^{\alpha {\dot {\alpha }}}=\psi ^{\dot {\alpha }}\epsilon ^{\alpha \beta }\lambda _{\beta }} 가 되어야 함을 보일 수 있다. 이 조건은 사실 {\displaystyle \det(x-y)=0} 인 것과 동치이다. 물리학적으로, 이는 {\displaystyle x}가 (적절한 실수 조건을 가했을 때) {\displaystyle y}의 빛원뿔 위에 위치함을 뜻한다. |

위 표에서 영평면(零平面, 영어: null plane)이란 (원점을 지나지 않을 수 있는) 2차원 평면 {\displaystyle X} 가운데, 임의의 두 점 {\displaystyle x,y\in X}에 대하여 {\displaystyle (x-y)^{2}=0}인 것이다.
사실, 이는 근본적으로 다음과 같은 성질에서 기인한다. 우선, 4차원 벡터 공간 속의 2차원  그라스만 다양체
{\displaystyle \operatorname {Gr} (2,4)}
를 생각하자. 그 속의 닫힌점은 사영 공간 {\displaystyle \mathbb {P} ^{3}} 속의 사영 직선에 대응한다. 즉, {\displaystyle \operatorname {Gr} (2,4)}는 {\displaystyle \mathbb {P} ^{3}} 속의 사영 직선의 모듈라이 공간이다.
이제, 계수를 복소수체로 잡으면, 복소다양체 {\displaystyle \operatorname {Gr} (2,4)}에 적절한 ‘실수 형식’을 주면, 이는 4차원 초구 {\displaystyle \mathbb {S} ^{4}\hookrightarrow \operatorname {Gr} (2,4;\mathbb {C} )}가 된다. 즉, {\displaystyle \mathbb {S} ^{4}}의 점은 트위스터 공간 속의 직선을 정의한다. 여기서 포함 사상은 {\displaystyle \mathbb {C} ^{4}\cong \mathbb {H} ^{2}}의 선택에 의하여 유도되는 포함 관계 {\displaystyle \mathbb {S} ^{4}\cong \mathbb {P} _{\mathbb {H} }^{1}\to \mathbb {P} _{\mathbb {C} }^{3}}이다. (여기서 {\displaystyle \mathbb {H} }는 사원수 대수이다.)

#### 3차원
3차원 트위스터 공간
{\displaystyle T\,{\overset {\pi _{T}}{\twoheadleftarrow }}\,F\,{\overset {\pi _{V}}{\twoheadrightarrow }}\,V=\operatorname {Sym} ^{2}(\Delta )}
을 생각하자. 복소화 시공간의 임의의 점 {\displaystyle x^{ij}\in V}에 대응하는 트위스터 공간의 부분 공간 {\displaystyle \pi _{T}(\pi _{V}^{-1}(x))\subset T}는 다음과 같다.
{\displaystyle \pi _{T}\circ \pi _{V}^{-1}(x)=\{[x^{ij}\lambda _{i}\lambda _{j}:\lambda _{i}]\colon \lambda \in \Delta ^{\vee }\}\subsetneq T}
이는 트위스터 공간의 한 사영 직선 {\displaystyle \mathbb {P} ^{1}\hookrightarrow T}에 해당한다. 또한, 이는 사영 사상 {\displaystyle T\twoheadrightarrow \mathbb {P} (\Delta ^{\vee })} 아래 각 {\displaystyle \lambda \in \Delta ^{\vee }}에 대하여 정확히 하나의 점을 포함하므로, 이는 {\displaystyle {\mathcal {O}}_{\mathbb {P} (\Delta ^{\vee })}(2)}의 단면을 이룬다. 즉, 다음과 같은 표준적인 동형 사상이 존재한다.
{\displaystyle \operatorname {Sym} ^{2}\Delta \cong \operatorname {H} ^{0}(\mathbb {P} (\Delta ^{\vee }),{\mathcal {O}}(2))}
물론, 우변은 리만-로흐 정리를 통해 3차원임을 쉽게 계산할 수 있다.
임의의 두 점
{\displaystyle x,y\in V}
에 대응되는 단면
{\displaystyle s,t\in \operatorname {H} ^{0}(\mathbb {P} (\Delta ^{\vee }),{\mathcal {O}}(2))}
이 주어졌을 때, 이를 {\displaystyle {\mathcal {O}}_{\mathbb {P} (\Delta ^{\vee })}(2)}의 전체 공간의 부분 공간으로 간주할 때, 이는 정확히 두 개의 점에서 교차한다. 이것이 {\displaystyle \lambda ,\lambda '\in \mathbb {P} (\Delta ^{\vee })} 위에 있다고 하자. 그렇다면
{\displaystyle (x-y)^{ij}\lambda _{i}=(x-y)^{ij}\lambda '_{i}=0}
이 된다. 이것이 가능할 필요 충분 조건은
{\displaystyle (x-y)^{ij}\propto \epsilon ^{ik}\epsilon ^{jl}(\lambda _{k}\lambda '_{l}+\lambda _{l}\lambda '_{k})}
이다. 즉, (4차원과 달리) 3차원에서는 임의의 벡터는 스피너의 대칭화 텐서곱으로 표현될 수 있다. 특히, {\displaystyle \lambda \propto \lambda '}일 필요 충분 조건은 {\displaystyle (x-y)^{2}=0}인 것이다.
트위스터 공간의 한 점 {\displaystyle [\xi :\lambda ]\in \mathbb {P} (\Delta ^{\vee })}에 대응되는 두 시공간의 점 {\displaystyle x,y\in \operatorname {Sym} ^{2}(\Delta )}에 대하여,
{\displaystyle x^{ij}\lambda _{i}\lambda _{j}=\xi }
{\displaystyle y^{ij}\lambda _{i}\lambda _{j}=\xi }
이다. 즉
{\displaystyle (x-y)^{ij}\lambda _{i}\lambda _{j}=0}
이다. 이는 3개의 변수에 대하여 하나의 방정식이므로, 3차원 시공간 속의 어떤 평면을 정의한다. 또한, {\displaystyle x-y}는 {\displaystyle \Delta ^{\vee }} 위의 계량을 정의하는 것으로 여기면, {\displaystyle \lambda }는 그 영벡터를 이루며, 따라서 {\displaystyle \lambda }를 포함하는 {\displaystyle \Delta ^{\vee }}의 어떤 기저에 대하여
{\displaystyle {\begin{pmatrix}0&t\\t&s\end{pmatrix}}}
의 꼴이다. 즉, 이 평면을 정의하는 두 선형 독립 접벡터는 다음과 같다.
{\displaystyle \left\{{\begin{pmatrix}0&0\\0&1\end{pmatrix}},{\begin{pmatrix}0&1\\1&0\end{pmatrix}}\right\}}
여기서 첫 벡터는 노름이 0이며, 둘째 벡터는 첫째 벡터와 직교한다(즉, 첫째 벡터와의 내적이 0이다). 이러한 평면을 영평면(영어: null plane)이라고 한다. 물리학적으로, 이는 빛원뿔과 접하는 평면으로 해석할 수 있다.
| 3차원 시공간           | 미니트위스터 공간                     |
| ---------------------- | ------------------------------------- |
| 점                     | 사영 직선 위의 대수적 벡터장          |
| 빛원뿔과 접하는 평면   | 점                                    |
| 벡터의 스피너로의 분해 | 두 벡터장이 같은 점을 갖게 되는 두 점 |
| 노름이 0인 벡터        | 같은 점을 갖게 되는 점이 이중점       |

### 펜로즈 변환
{\displaystyle K\in \{\mathbb {R} ,\mathbb {C} \}}라고 하자. {\displaystyle \Delta _{+}\otimes \Delta _{-}} 위에서, 매끄러운 함수
{\displaystyle \phi \colon \Delta _{+}\otimes \Delta _{-}\to \operatorname {Sym} ^{n}\Delta _{+}}
에 대하여 다음과 같은 선형 편미분 방정식을 정의할 수 있다.
{\displaystyle \partial _{\alpha _{1}{\dot {\alpha }}}\phi ^{\alpha _{1}\alpha _{2}\dotso \alpha _{n}}=0}
이 선형 1차 편미분 방정식의 해를 나선도 {\displaystyle -n/2}의 영질량장(영어: zero-rest-mass field of helicity {\displaystyle -n/2})이라고 한다. 마찬가지로, 매끄러운 함수
{\displaystyle \phi \colon \Delta _{+}\otimes \Delta _{-}\to \operatorname {Sym} ^{n}\Delta _{-}}
에 대하여 선형 1차 편미분 방정식
{\displaystyle \partial _{\alpha {\dot {\alpha }}_{1}}\phi ^{{\dot {\alpha }}_{1}{\dot {\alpha }}_{2}\dotso {\dot {\alpha }}_{n}}=0}
의 해를 나선도 {\displaystyle n/2}의 영질량장(영어: zero-rest-mass field of helicity {\displaystyle -n/2})이라고 한다. {\displaystyle h=0}일 때는, 우선 {\displaystyle \Delta _{\pm }}에 각각 심플렉틱 벡터 공간 구조 {\displaystyle \omega _{\alpha \beta }}, {\displaystyle \omega _{{\dot {\alpha }}{\dot {\beta }}}}를 부여하자. 그렇다면 2차 미분 연산자
{\displaystyle \square =\omega ^{\alpha \beta }\omega ^{{\dot {\alpha }}{\dot {\beta }}}\partial _{\alpha {\dot {\alpha }}}\partial _{\beta {\dot {\beta }}}}
를 정의할 수 있다. 그렇다면, 나선도 0의 영질량장은 매끄러운 함수
{\displaystyle \phi \colon \Delta _{+}\otimes \Delta _{-}\to K}
가운데
{\displaystyle \square \phi =0}
을 따르는 것이다. 2차원 벡터 공간 위의 심플렉틱 벡터 공간 구조는 모두 서로 비례하므로, 만약 다른 심플렉틱 벡터 공간 구조를 사용하더라도 나선도 0의 영질량장의 개념은 잘 정의된다. 나선도 {\displaystyle h}의 영질량장의 {\displaystyle K}-벡터 공간을
{\displaystyle V_{h}}
라고 하자.
이제, 4차원 트위스터 공간
{\displaystyle \mathbb {P} (\Delta _{-}\oplus \Delta _{+}^{\vee })\,{\overset {\pi _{T}}{\leftarrow }}\,\Delta _{+}\otimes \Delta _{-}\times \mathbb {P} (\Delta _{+}^{\vee })\,{\overset {\pi _{V}}{\twoheadrightarrow }}\,\Delta _{+}\otimes \Delta _{-}}
을 생각하자. 임의의 열린집합
{\displaystyle U\subseteq \mathbb {P} (\Delta _{-}\oplus \Delta _{+}^{\vee })}
에 대하여,
{\displaystyle \pi _{V}(\pi _{T}^{-1}(U))=U'}
라고 하자. 그렇다면, 다음과 같은 표준적인 동형 사상이 존재한다.
{\displaystyle \operatorname {H} ^{1}(U,{\mathcal {O}}(2h-2))\cong V_{h}}
즉, 트위스터 공간 위의 {\displaystyle 2h-2}차 선다발의 정칙 단면은 시공간 위의, 나선도 {\displaystyle h}의 영질량장과 일대일 대응한다. 이를 펜로즈 변환(영어: Penrose transform)이라고 한다.

### 순간자 모듈러스 공간
임의의 콤팩트 반단순 리 군 {\displaystyle G}에 대하여,
4차원 유클리드 공간 {\displaystyle M} 위의 {\displaystyle G}-양-밀스 이론의 순간자
{\displaystyle F=*F}
를 생각하자. 이 경우, 유클리드 공간을 복소화하여 4차원 복소수 벡터 공간 {\displaystyle V=M\otimes _{\mathbb {R} }\mathbb {C} }을 취할 수 있다. 이 경우에도 자기 쌍대성 조건은 여전히 유효하다. 이 경우, {\displaystyle V} 위의 순간자의 모듈라이 공간은 순간자 공간 {\displaystyle T} 위의 정칙 {\displaystyle G}-주다발 가운데 ① 위상적으로 자명하며 ② 임의의 포함 사상 {\displaystyle \mathbb {P} _{\mathbb {C} }^{1}\hookrightarrow T}에 제한하였을 때 정칙적으로 자명한 것들의 모듈라이 공간과 표준적으로 동형이다.:Theorem 4.1 이 대응을 펜로즈-워드 변환(영어: Penrose–Ward transform)이라고 한다.
구체적으로, 사영 직선 {\displaystyle \mathbb {P} ^{1}(\Delta _{+}^{\vee })}는 두 개의 아핀 직선으로 구성된 열린 덮개를 가지며, 따라서 그 위의 벡터 다발 {\displaystyle T}는 두 개의 3차원 아핀 공간 {\displaystyle U}, {\displaystyle V}로 구성된 열린 덮개를 갖는다. 위의 조건들을 따르는 {\displaystyle G}-주다발 {\displaystyle P}는 따라서 전이 함수
{\displaystyle g\colon U\cap V\to G}
로 주어진다.
사영 사상 {\displaystyle \pi \colon V\times \mathbb {P} (\Delta _{+}^{\vee })\twoheadrightarrow T} 아래, {\displaystyle \pi ^{-1}(U)}와 {\displaystyle \pi ^{-1}(V)}는 {\displaystyle F=V\times \mathbb {P} (\Delta _{+}^{\vee })}의 열린 덮개를 이룬다.  {\displaystyle \{\pi ^{-1}(U),\pi ^{-1}(V)\}}가 {\displaystyle F}의 열린 덮개를 이루므로, 항상
{\displaystyle \pi ^{*}g=h^{-1}k}
{\displaystyle h\colon \pi ^{-1}(U)\to G}
{\displaystyle k\colon \pi ^{-1}(V)\to G}
으로 표현될 수 있다. {\displaystyle V\times \mathbb {P} (\Delta _{+}^{\vee })} 위에는 표준적인 벡터장
{\displaystyle X_{\dot {\alpha }}=\lambda ^{\alpha }\partial _{\alpha {\dot {\alpha }}}}
{\displaystyle X\in \Gamma (\mathrm {T} F\otimes \Delta _{-}^{\vee })}
이 존재하며, 이에 따라
{\displaystyle \pi ^{*}g\colon \pi ^{-1}(U)\cap \pi ^{-1}(V)\to G}
는
{\displaystyle 0=X(\pi ^{*}g)=X(h^{-1}k)=(Xh^{-1})k-h^{-1}k(Xk^{-1})k=h^{-1}\left(hXh^{-1}-kXk^{-1}\right)k}
를 따른다. 즉,
{\displaystyle hXh^{-1}\upharpoonright (\pi ^{-1}(U)\cap \pi ^{-1}(V))=kXk^{-1}\upharpoonright (\pi ^{-1}(U)\cap \pi ^{-1}(V))}
이다. 이를 짜깁기하여 {\displaystyle {\tilde {A}}_{\dot {\alpha }}}를 다음과 같이 정의할 수 있다.
{\displaystyle {\tilde {A}}\colon F\to {\mathfrak {lie}}(G)\otimes \Delta _{-}^{\vee }}
{\displaystyle {\tilde {A}}}는 {\displaystyle X}에 비례하며, {\displaystyle X}는 {\displaystyle \lambda }에 비례하므로, {\displaystyle V} 위의 {\displaystyle {\mathfrak {lie}}(G)}값의 1차 미분 형식
{\displaystyle A\in \Omega (V)\otimes {\mathfrak {lie}}(G)}
{\displaystyle {\tilde {A}}_{\dot {\alpha }}=A_{\alpha {\dot {\alpha }}}\lambda ^{\alpha }}
을 정의할 수 있다. 그렇다면 이는 {\displaystyle V} 위의 순간자를 정의하는 주접속을 이룬다.

## 역사
1967년에 로저 펜로즈가 4차원 시공간의 트위스터 공간을 최초로 도입하였다. 이후 펜로즈는 파동 방정식의 해와 트위스터 공간 위의 선다발의 층 코호몰로지 사의 펜로즈 변환을 발견하였다. 1977년에 리처드 새뮤얼 워드(영어: Richard Samuel Ward, 1951〜)가 양-밀스 이론의 순간자를 트위스터 공간으로 나타내는 펜로즈-워드 변환을 발견하였다.

## 참고 문헌
1. ↑  R. Penrose and M. A. H. MacCallum, Twistor theory: An approach to the quantisation of fields and space-time. doi:10.1016/0370-1573(73)90008-2
2. ↑  Wolf, Martin (2010년 10월 1일). “A first course on twistors, integrability and gluon scattering amplitudes”. 《Journal of Physics A: Mathematical and Theoretical》 (영어) 43 (39): 393001. arXiv:1001.3871. Bibcode:2010JPhA...43M3001W. doi:10.1088/1751-8113/43/39/393001.
3. ↑  Dunajski, Maciej (2009년 10월 9일). “Twistor theory and differential equations”. 《Journal of Physics A: Mathematical and Theoretical》 (영어) 42 (40): 404004. arXiv:0902.0274. Bibcode:2009JPhA...42N4004D. doi:10.1088/1751-8113/42/40/404004.
4. ↑  Bars, Itzhak. “Lectures on twistors” (영어). arXiv:hep-th/0601091. Bibcode:2006hep.th....1091B.
5. ↑  Andrew Hodges (2010년 5월 14일). 《One to Nine: The Inner Life of Numbers》. Doubleday Canada. 142쪽. ISBN 978-0-385-67266-5.
6. 1 2  Sämann, Christopher; Wolf, Martin (2013). “On twistors and conformal field theories from six dimensions” (영어). arXiv:1111.2539. doi:10.1063/1.4769410.
7. ↑  Sämann, Christian (2016). “Lectures on higher structures in M-theory” (영어). arXiv:1609.09815.
8. ↑  Penrose, Roger (1967). “Twistor Algebra”. 《Journal of Mathematical Physics》 (영어) 8: 345. doi:10.1063/1.1705200.
9. ↑  Penrose, Roger (1968년 5월). “Twistor quantisation and curved space-time” (영어). doi:10.1007/BF00668831.
10. ↑  Penrose, Roger (1969). “Solutions of the zero-rest-mass equations”. 《Journal of Mathematical Physics》 (영어) 10 (38). doi:10.1063/1.1664756.
11. ↑  Ward, Richard Samuel (1977). “On self‐dual gauge fields”. 《Physics Letters A》 61 (2): 81–82. Bibcode:1977PhLA...61...81W. doi:10.1016/0375-9601(77)90842-8. ISSN 0375-9601. MR 0443823.